# Целомата
Целомата (Coelomata) је традиционални назив за све животиње које поседују праву телесну дупљу, целом. Међу целоматама најбројнији врстама и најзначајнији су мекушци, прстенасти црви, зглавкари и хордати. Поред наведених, целоматама припадају и њима сродне мање групе животиња.

## Систематика целомата
Међу целомским животињама разликују се две основне линије (групе): протостомије и деутеростомије. Разлике између ове две групе целомата дате су у наредној табели и приказане на слици:
| особине                  | протостомије  | деутеростомије  |
| од бластопора настаје    | усни отвор    | анални отвор    |
| начини образовања целома | шизоцелно     | ентероцелно     |
| развиће                  | детерминисано | недетерминисано |

Целомске протостомије (грч. protos – први; грч. stoma – уста) обухватају: 
- мекушце,
- прстенасте црве и
- зглавкаре (Arthropoda), као и читав низ мањих типова животиња (мање целомске протостомије).

Целомске деутеростомије (грч. deuteros – други по реду) обухватају: 
- бодљокошце
- хордате (Chordata) као и поједине мање типове.